# Commission internationale pour la conservation des thonidés de l'Atlantique
La Commission internationale pour la conservation des thonidés de l'Atlantique (ICCAT ou CICTA) est une organisation intergouvernementale active depuis 1969, responsable de la conservation des thons et autres espèces apparentées, dans l'océan Atlantique et les mers adjacentes. Son siège est situé à Madrid. 
La CICTA est chargée de faire un diagnostic et des recommandations. La CICTA s'appuie sur son comité de scientifiques pour négocier les accords contraignants avec les pays signataires. L'application des mesures de gestion relève de l'autorité des États. La régulation de l'exploitation des stocks de thons est un système de contingence de prise, le total autorisé de capture (TAC).

## Espèces étudiées
Les espèces directement concernées par la convention sont:
- Thunnus thynnus thynnus (une des trois espèces de Thon rouge)
- Thunnus albacares
- Germon (Thunnus alalunga)
- Thunnus obesus

- Xiphias gladius (Espadon)

- Les marlins:
  - Tetrapturus albidus
  - Tetrapturus pfluegeri;
  - Makaira nigricans
  - Istiophorus albicans

- Bonites:
  - Katsuwonus pelamis (Bonite à ventre rayé)
  - Sarda sarda

- Scomberomorus maculatus
- Scomberomorus cavalla
- Euthynnus alletteratus
- Auxis thazard

D'autres espèces (requins...) font l'objet d'études quand elles font l'objet de pêche en même temps que les thonidés.

## Pays membres
Ce sont surtout des pays riverains de l'Atlantique et de la Méditerranée:
Afrique du Sud, Algérie, Angola, la Barbade, Belize, Brésil, Canada, Cap-Vert, Chine, Corée, Côte d’Ivoire, Croatie, États-Unis, France, Gabon, Ghana, Guatemala, Guinée-Équatoriale, Guinée (République de), Honduras, Islande, Japon, Libye, Maroc, Mexique, Namibie, Nicaragua, Norvège, Panama, Philippines, Royaume-Uni, Russie, Sao Tomé-et-Principe, Sénégal, Syrie, Trinité-et-Tobago, Tunisie, Turquie, Union Européenne, Uruguay, Vanuatu et Venezuela.

## Autres organisations proches
- Commission for the conservation of the Southern Bluefin Tuna (CCSCT). Commission pour la conservation du Thon rouge du sud.
- Commission des thons de l'océan Indien.
- INTERAMERICAN TROPICAL TUNA COMMISSION.(IATTC). Commission interaméricaine sur les thonidés tropicaux (Pacifique est)
- Western and Central Pacific Fisheries Commission. Commission des pêcheries de l'ouest et du centre du Pacifique.